# Aichryson laxum

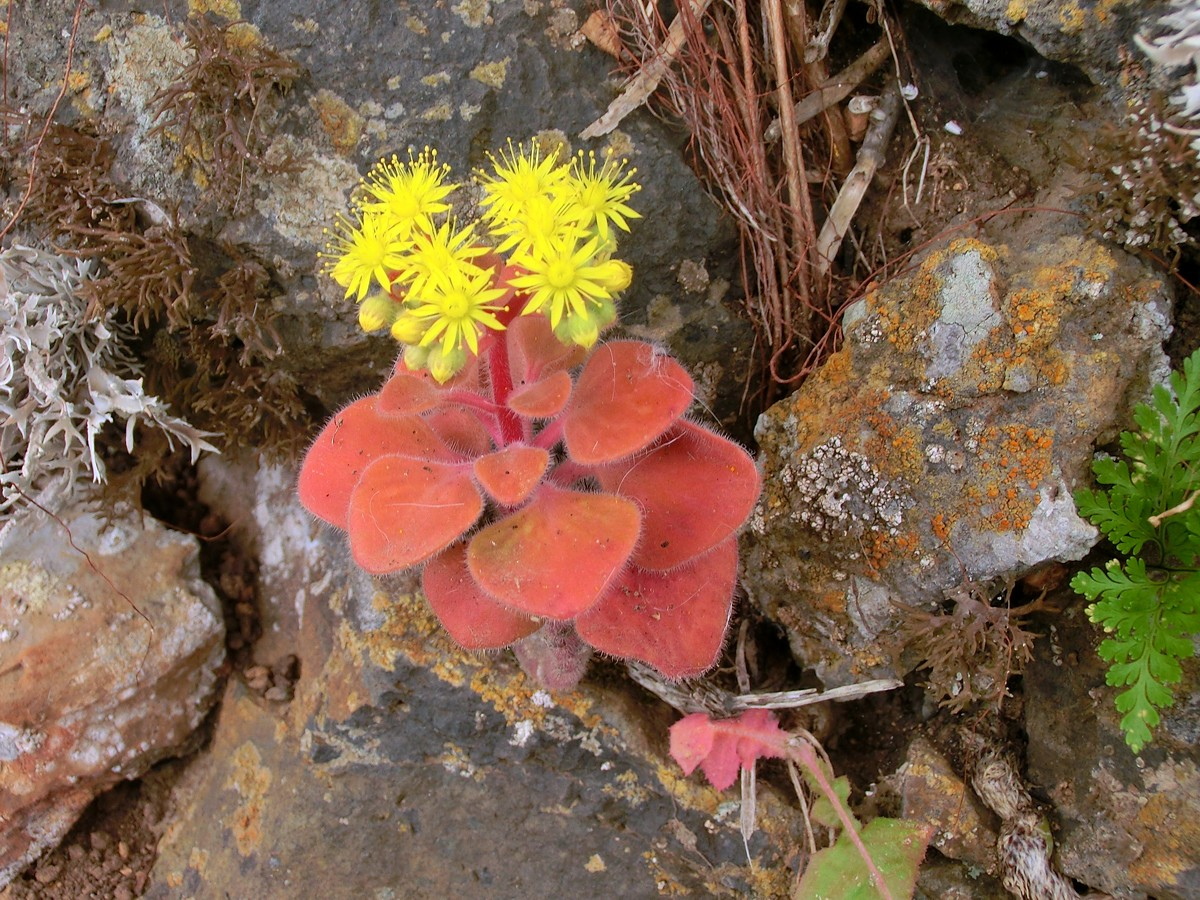
Aichryson laxum, hier mit roten Blättern, von Teneriffa

Aichryson laxum ist eine Pflanzenart der Gattung Aichryson und gehört zur Familie der Dickblattgewächse (Crassulaceae).

## Beschreibung
Die einjährige oder zweijährige krautige Pflanze erreicht Wuchshöhen von 15 bis 30 Zentimetern (seltener bis zu 50 Zentimeter). Die ganze Pflanze ist weich abstehend behaart, häufig rot überlaufen und zerbrechlich. Die Stängel sind regelmäßig, fast gabelig verzweigt. Die Ästchen sind aufrecht. Die rhombischen, fleischigen Laubblätter sind nahe am Grund, der plötzlich in einen schmalen Stiel übergeht, am breitesten. Die Blätter sind locker, wechselständig angeordnet.
Die Blüten haben 8 bis 12 gelbe Kronblätter. Blütezeit ist von April bis Juni.

## Vorkommen
Aichryson laxum ist ein Endemit der Kanarischen Inseln, mit Ausnahme von Fuerteventura. Es handelt sich bei diesem Vertreter um die wohl verbreitetste Art der Gattung. In Portugal wurde diese Art eingebürgert. Die Pflanze bevorzugt als Standort feuchte Felsspalten und Mauern. Gelegentlich wächst Aichryson laxum auch epiphytisch.